# Николаос Мутафцис
Николаос Мутафцис (на гръцки: Νικόλαος Μουταφτσής) е гръцки политик от XX век.

## Биография
Роден е в източномакедонския град Сяр. Занимава се с търговия в града. Служи като демарх (кмет) на Сяр от 23 декември 1962 г. до 22 август 1964 година. Името му носи улица в Сяр.